# Stereodon arcticus
Stereodon arcticus là một loài Rêu trong họ Hypnaceae. Loài này được (Sommerf.) Mitt. mô tả khoa học đầu tiên năm 1864.